# Ormiscodes niobe
Ormiscodes niobe är en fjärilsart som beskrevs av Lemaire 1978. Ormiscodes niobe ingår i släktet Ormiscodes och familjen påfågelsspinnare. Inga underarter finns listade i Catalogue of Life.